# Sundby Thy
 Denne artikel omhandler byen Sundby Thy. Der er også andre byer med dette navn, se Sundby.
Sundby er en landsby i Stagstrup Sogn i Thy med 317 indbyggere  (2024), beliggende 11 kilometer syd for Thisted og 22 kilometer nordvest for Nykøbing Mors.
2 km sydøst for landsbyen findes Vilsund Vest. Øst for landsbyen findes den 45 ha store og 2 km lange Sundby Sø, der blev genskabt i 2008.
Sundby kaldes også Sundby Thy for at adskille den fra Sundby Mors på den anden side af Vilsund. Sundby har været hovedbyen i Stagstrup Sogn, men i dag er Vest Vilsund lidt større end Sundby.
Sundby ligger i Thisted Kommune og Region Nordjylland.
Den nordlige ende af Sundby hedder Møgelvang og ligger i Skjoldborg Sogn.